# Židovice (Hradec Králové)
Židovice è un comune della Repubblica Ceca facente parte del distretto di Jičín, nella regione di Hradec Králové.